# Привиди Іллірії (Зоряний шлях)
Привиди Іллірії (Ghosts of Illyria) — третя серія першого сезону американського телевізійного серіалу «Зоряний шлях: Дивні нові світи». Сценарій епізоду написали Акела Купер і Білл Волкофф; режисер Леслі Гоуп. Перший показ відбувся 19 травня 2022 року.

## Зміст
Команда відвідала Гетеміт-IX. Колись на планеті була колонія іллірійців, гуманоїдного виду, відомого використанням генної інженерії для біопокращення. Звідси місія «Ентерпрайзу»: Федерація, незважаючи на свої утопічні ідеали, є цивілізацією «забороненого трансгуманізму», і Зоряному Флоту необхідно стежити за іллірійцями. Це трохи складно, тому що колонія покинута, а також «йонна буря» ось-ось почнеться на планеті. Начальнику транспортного відділу Кайлу та головному інженеру Геммеру потрібно трохи творчо попрацювати, щоб повернути виїзну команду через йонну бурю. Пайк шукає Спока: останній у бібліотеці на планеті й читає. Капітан і Спок залишаються поки «Ентерпрайз» розслідує зникнення колонії іллірійців, які заборонені Федерацією через їхню генну інженерію. Коли наближається йонний шторм, члени команди, що вирушили в розвідку, повертаються на корабель після того, як несвідомо заразилися вірусом, який викликає у них залежність від світла.
Номер Один приймає командування, поки Пайк знаходиться на поверхні планети. Повернувшись на борт корабля, Номер Один раптово опинилася серед медичної драми. Біофільтри транспортерів нічого не вловили, оскільки всі вони об'єднані в мережу; Хеммер запевняє її, що вони не можуть зазнати невдачі — вони не заносять патогени в чорний список, а в білий список людей, які їх використовують; і крім того, усі вони об'єднані в мережу, тож навіть якщо один транспортер зламається, інші втрутяться.  Майже одразу все стає дивним: Ортегас бачить Енса. Ленс знімає одяг і б'ється головою та пробиває світлову панель. Невдовзі його та кількох інших членів десанту розміщають у лікарні, де доктор М'Бенга повідомляє про ідентичні симптоми: серйозний дефіцит вітаміну D та нераціональну потребу піддаватися світлу. Номер Один пропонує М'Бензі взяти зразок крові, оскільки вона також була в десанті. Вона не згадує доктору, що насправді відчувала подібні симптоми, перебуваючи у своїй каюті, незадовго до того, як її шкіра почервоніла і світилася. Номер Один, можливо, натхненна місцем розташування, також намагається дослідити іллірійські генетичні модифікації в надії, що вони розкриють деякі секрети.
Ла'ан, яка заходить, приєднується до натиску Номер Один: як нащадок Хана Нунієна Сінгха, геніального злостивого володаря, який спричинив Євгенічні війни, вона точно розуміє, чому існує заборона Федерації «без трансгуманізму», навіть якщо вона засмучена тим, скільки горя це завдало їй у дитинстві, незважаючи на те, що Ла'ан сама не є причетна. Однак надія Номер Один — на те, що Ла'ан, начальник служби безпеки, може допомогти їй затримати будь-яких офіцерів із симптомами — руйнується. Бо Ла'ан сама приходить із симптомами. На кораблі оголошується повний локдаун -  шириться зараження хворобою.
Курсантка Ухура прокидається разом зі своїми сусідами по кімнаті, які мають хворобу — але в неї її немає. Вона згадує, що тримає свою кімнату геть темною, щоб заснути, що спонукає Номер Один до теорії, що стан зараження передається світлом. Номер Один наказує вимкнути все світло і всьому екіпажу відступити до блокування.
Номер Один дізнається, що вірус потрапив через автоматичний фільтр корабля, тому що головний медичний офіцер доктор Джозеф М'Бенга використовує застарілий транспортер (аби утримувати свою доньку Рукію в стазисі, доки він не зможе вилікувати її рідкісну хворобу). Хеммер приходить відвідати доктора М'Бенгу в лікарні. Він виявив аномалію транспортного засобу екстреної медичної допомоги, який, схоже, використовує надлишкову потужність. М'Бенга явно схвильований таким вторгненням і навіть вимикає світло, стверджуючи, що це сталося через втручання Хеммера, щоб змусити головного інженера піти. Незабаром Хеммер захворів, і Номер Один відправляє його до лікарні після того, як оглушила його фазером, оскільки він намагався транспортувати лаву ядра з планети.
Номер Один запитує про зразок крові, який вона здала, і нарешті визнає, чому вона це зробила: вона, людиноподібна Уна Чін-Райлі, насправді є іллірійкою та має ідеальний імунітет до хвороб. Червоне світіння, яке вона відчула, означало, що її тіло миттєво нейтралізувало хворобу. На жаль, це насправді менш ніж ідеальний імунітет до хвороб: оскільки її тіло миттєво нейтралізувало хворобу, для Чапель не залишилося жодних антитіл. У той час як два лікарі дотримуються присяги Гіппократа, не маючи жодних проблем з використанням унікальної фізіології Уни, якщо це допоможе ситуації, М'Бенга потребує заспокійливих, оскільки він не справився із захворюванням. Уна знаходить Чапель на підлозі, і Ла'ан зникла. Корабельний комп'ютер оголосив точний час до відмови поля утримання варп-ядра корабля. Ла'ан потрібне світло, і неконтрольований вибух дейтерію та антиматерії — це саме те, щоб його отримати. Навіть більше, це дозволить їй помститися Уні — подрузі, яка щодня брехала про те, що вона не «аугмент». Уна вибиває Ла'ан, але не раніше, ніж поле стримування опускається, заливаючи техніку радіацією. Її шкіра світиться червоним.
У лікарні Уна виводить доктора М'Бенгу з седації. Фактор Уни зцілення врятував і її, і Ла'ан, й вона змогла кинутися назад до лікарні досить швидко, щоб Чапель встигла виділити антитіла та синтезувати ліки. Потім вона йде вибачатися перед Ла'ан за брехню. Уна зізнається, що настільки звикла приховувати, ким вона є, що робила це навіть з Ла'ан, однією із небагатьох людей, які її розуміють.
Спок  дізнався, що іллірійці насправді намагалися демодифікувати себе, щоб потрапити до Федерації, але незабаром зникли. Тим часом іонна буря викликала появу кількох сяючих привидів. Привиди прориваються до бібліотеки, незважаючи на спроби офіцерів Зоряного Флоту не дати їм проникнути. Але коли вони це роблять, вікно бібліотеки розбивається під силою шторму, і привиди утворюють бар'єр навколо двох людей. Спок припускає, що вони знайшли те, що сталося з колоністами, згадуючи, що вони були вражені станом, який викликав у них залежність від світла.
Номер Один звітує капітану Пайку та повертає свій жетон, знаючи, що він повинен переслідувати її за брехню, щоб дотриматися правил Зоряного флоту. Пайк лише закочує очі — читання бібліотечних книжок зі Споком просвітило йому, що іллірійців серйозно неправильно розуміють, а зразкові дії Уни лише підкреслили це. Номер Один розповідає, що вона іллірійка, щоб пояснити, чому має імунітет і з її крові синтезовано ліки. Потрапивши в шторм, Пайк і Спок виявляють — колоністи намагалися змінити свої генетичні дані, щоб вони могли приєднатися до Федерації. Але, можливо, створили вірус і перетворилися на плазмоподібних істот. Ці істоти захищають їх від шторму, і вони повертаються на «Ентерпрайз» як тільки всі вилікуються.
Уна відвідує доктора М'Бенгу, простеживши проблему до біофільтрів у транспортері екстреної допомоги. Раніше М'Бенга наполягав на тому, щоб не отримати оновлення, коли «Ентерпрайз» був у Спейсдоці. М'Бенга зізнається, що він використовує буфер шаблонів як спосіб зберігати свою доньку, Рукію, у стані стазису, і що він був готовий ризикнути всім життям на кораблі, щоб врятувати її. Він просить лише хвилинку, щоб попрощатися з нею, перш ніж його передадуть Зоряному Флоту для справедливого суду — але Уна просто пропонує запустити спеціальне джерело живлення для буфера шаблону, що завадить повторенню проблеми.
М'Бенга піднімає екрани конфіденційності, а потім матеріалізує Рукію, щоб прочитати їй історію.
Коли нарешті я зможу бути собою?

## Сприйняття та відгуки
На сайті «Rotten Tomatoes» епізод отримав 100 % підтримки на основі відгуків 6 критиків.
В огляді «StarTrek.com» зазначалося: «„Привиди Іллірії“ зміщують увагу з Пайка та Спока, вдало спираючись на Номер Один та решту старшого персоналу, щоб просувати дію вперед. Цей епізод справляє чудову роботу, ставлячи складні запитання та зіставляючи 23-тю медичну таємницю з посиланнями на нашу поточну пандемію та фанатизовані закони про донорство крові. Рішення Уни видалити глибоко особистий журнал у моменти закриття шоу є чудовою даниною стерттю Бенджамін Сіскокапітаном Сіско власного звіту у фільмі „У блідому місячному світлі“. Як розіграються несподівані викриття про Номер Один і доктора М'Бенгу? Можливо, ми дізнаємося, коли пригоди на „Ентерпрайзі“ триватимуть. За словами капітана Пайка, „Вперед у бій!“»
В огляді «Den of Geek» серію оцінено у 5 зірок з 5 та зазначено: «У той час як частина минулого тижня була здебільшого зосереджена на Ухурі, „Привиди Іллірії“, ймовірно, найкраще віднести до категорії історії про Номер Один, хоча вона торкається багатьох ширших тем і тем. Вона є персонажем, який отримує початковий і заключний голос за кадром, і саме секрети, які вона зберігала, дають найдраматичніші одкровення години. Враховуючи те, що ми знали відносно мало про жінку-першого офіцера „Ентерпрайза“ до цієї серії, ідея про те, що „Дивні нові світи“ особливо прагнуть конкретизувати її характер, має великий сенс. Я не впевнений, що хтось із нас очікував, що її розкриють як інопланетянку, яка, по суті, імітує людину лише для того, щоб вона могла служити в Зоряному Флоті, але враховуючи її безглузду трудову етику та бажання довести себе, це має якийсь дивний сенс. І це, безсумнівно, пояснює, чому вона така хороша в багатьох речах.»
«TV Tropes» здійснює детальний розбір аналогій, неспівпадінь та недоречностей епізоду.
В огляді «TrekMovie.com» зазначено: «У епізоді про розкриття таємниць „Дивні нові світи“ показує, що він використав таємницю „Зоряного шляху“. При цьому створюючи цілеспрямовану науково-фантастичну пригоду з дією, ставками персонажів і повідомленням. Використовуючи обстановку, подібну до інших медичних таємничих епізодів, як-от „Час оголитися“ (The Naked Time), цей епізод дає нам змогу ближче зазирнути всередину Уни Чін-Райлі, де Ребекка Ромійн демонструє свій діапазон, поєднуючи драму персонажів із бойовиками. Незважаючи на те, що шоу продовжує залишатися вірним автономному формату, ряд елементів лише з двох попередніх епізодів окупаються тут, особливо у відносинах між номером один і Ла'ан. І цей епізод розкриває більше, ніж просто таємниці та передісторію, але вкрай необхідне розуміння Уни та того, що її мотивує, майже через шістдесят років після появи персонажа в „Клітці“.»
На сайті «IMDb» станом на квітень 2024 року епізод отримав 7.7. з 10 зірок схвалення при 4834 голосах.

## Знімались
| Актор             | Роль                    |
| ----------------- | ----------------------- |
| Енсон Маунт       | Крістофер Пайк          |
| Ітан Пек          | Спок                    |
| Джесс Буш         | Кристина Чапель         |
| Крістіна Чонг     | Лаан Нуньєн Сінгх       |
| Селія Роуз Гудінг | Нійота Ухура            |
| Бабс Олусанмокун  | Доктор М'Бенга          |
| Мелісса Навія     | Еріка Ортегас           |
| Брюс Горак        | Геммер                  |
| Ребекка Ромейн    | Номер Один              |
| Сейдж Аррінделл   | Рукійя                  |
| Андре Колкун      | Пробаско                |
| Деніел Гревелл    | енсін Ленс              |
| Алекс Кепп Горнер | комп'ютер "Ентерпрайза" |
| Андре Де Кім      | Кайл                    |
| Кертіс Лего       | Картер                  |
| Селіна Ал         | член екіпажу            |
| Проша Гуссейн     | хвора                   |
| Шеннон Віддіс     | член екіпажу містка     |